# Aerides huttonii
Aerides huttonii (Hook.f.) J.H.Veitch, 1868 è una pianta della famiglia delle Orchidacee.

## Descrizione
A. huttonii  è un'orchidea epifita di media taglia. Lo stelo, a crescita monopodiale è esile e pendulo,  porta poche foglie carnose, lineari-ligulate, obliquamente bilobate. La fioritura avviene in autunno, mediante infiorescenze ascellari a racemo pendule, da arcuate a orizzontali, lunghe fino a 35 centimetri, con molti fiori. Questi sono grandi mediamente tre centimetri, di aspetto molto pruinoso, gradevolmente profumati, e si aprono contemporaneamente. I petali e i sepali hanno varie sfumature dal bianco al rosa, come il labello sacciforme, spesso la carena tende al giallo..

## Distribuzione e habitat
A. huttonii  è una pianta originaria del nord-est dell'isola indonesiana di Sulawesi dove cresce epifita sugli alberi della foresta tropicale, dal livello del mare fino a 800 metri di quota.

## Coltivazione
Questa specie richiede esposizione a mezz'ombra, temperature elevate e frequenti irrigazioni e concimazioni nel periodo della fioritura, temperature più fresche nella fase di riposo.